# 안토니 가우디
안토니 가우디 이 코르네트(카탈루냐어: Antoni Gaudí i Cornet, 1852년 6월 25일~1926년 6월 10일)는 스페인 카탈루냐 지역의 건축가이다.

## 생애
기록된 그의 본명은 안토니 플라시트 길롐 가우디 이 코르네트(Antoni Plàcid Guillem Gaudí i Cornet)이다. 아버지쪽 가문은 프랑스계의 가우디 집안이고, 어머니쪽이 코르넷 가문이다. 안토니라는 이름은 그의 어머니의 것을 물려받은 것이다. 74세를 살았으니 당시로서는 단명한 것은 아니나, 젊어서 가족의 대부분을 잃었다고 전해진다.
스페인 바르셀로나에서 밀라 주택, 카사 바트요, 구엘 저택, 구엘 공원, 사그라다 파밀리아 성당 등을 설계했다. 19세기말 카탈루냐 지역에는 사회적, 문화적으로 대단한 변화가 있었다. 가우디는 당시 카탈루냐 건축을 주도했던 고전주의 건축을 벗어나, 건조한 기하학 만이 강조된 건축이 아닌 나무, 하늘, 구름, 바람, 식물, 곤충 등 자연의 사물들을 관찰했고, 그런 형태들의 가능성에 관하여 진지하게 고민했다. 그 결과 그의 건축물은 기하학적인 형태들 외에도 곡선이 많이 사용되었으며, 내부 장식과 색, 빛이 조화를 이룬 건물들을 건축했다.

## 건축 작품
건물 중 유네스코 세계문화유산에 등재된 것은 현재까지 모두 7 작품이다.
1. 비센스 주택 1878-1880
2. 구엘 저택 1885-1889
3. 구엘 공장단지 내 지하경당 1898-1914
4. 구엘 공원 1900-1914
5. 카사 바트요 1904-1906
6. 밀라 주택 1905-1910
7. 성가족성당 탄생 입면 및 지하경당 1884-1926

그중 구엘저택과 밀라주택, 성가족성당은 각 시기를 대표하는 작품으로 꼽을 수 있으며, 바르셀로나에 있는 성가족성당은 아직도 건축 중이다.

## 이야기
1918년부터는 자신이 평생동안 건축해온 성가정 (성가족) 대성당 건설에 매진했지만 재정 문제로 인해 끝을 보지 못하고 1926년 6월 7일 성당에서 미사를 마치고 집으로 가던 길에 지나가던 노면 전차에 부딪혀 치명상을 당했다. 그러나 운전수는 지저분한 노숙인으로 생각하고 그를 길 옆에 팽개치고 노면 전차를 몰고 가버렸다. 사람들이 병원으로 데려가고자 택시를 찾았지만 역시 노숙인으로 생각한 기사들은 그냥 지나쳐 3번의 승차 거부 끝에 4번째로 잡은 택시 운전수가 겨우 운전했지만 병원도 2곳이나 진료 거부를 당해 빈민들을 구제하기 위한 무상 병원에 놔두고 가버렸다고 한다. 문제는 신분을 증명하는 것인데 병원에서 방치된 채로 있다가 겨우 정신을 차린 가우디는 병원 간호사에게 이름을 말하자 병원 관계자들은 경악을 하며 가우디의 친척들과 친구들에게 급히 연락했다고 한다.서둘러 달려온 그들이 다른 병원으로 옮기자고 말했지만 가우디는 "옷차림을 보고 판단하는 이들에게 이 거지같은 가우디가 이런 곳에서 죽는다는 것을 보여주게 하라. 그리고 난 가난한 사람들 곁에 있다가 죽는 게 낫다"라며 그대로 빈민 병원에 남았고 결국 1926년 6월 10일 74세를 일기로 세상을 떠났다.
그를 죽게 만든 노면 전차 운전수는 파직과 동시에 , 승차를 거부한 택시 운전수 3명도 불구속 입건되었다. 결국 택시 운전수 3명과 그의 치료를 거부했던 병원은 막대한 배상금을 가우디 유족에게 지급하라는 판결을 받았다. 그리고 장례식은 1926년 6월 13일 많은 군중들이 모인 가운데 사그라다 파밀리아 대성당에서 성대하게 거행되었고, 유해는 사그라다 파밀리아 대성당 지하 묘지에 안장되었다.

## 저서
가우디가 남긴 글은 거의 없다. 그의 기록물로는 20대에 그가 직접 7년간 사용했던 노트 한 권과, 장식예술 박람회의 관람하고 나서 잡지에 기고한 비평의 기사글, 개인적인 서신들이 고작이다. 건축적 내용을 담은 기록물로는 20대 가우디의 노트가 유일하다. 건축가 가우디의 건축적 고민들을 엿볼 수 있는 그의 노트는 <장식>이라는 이름으로 2014년 처음 우리말로 정식 번역되었고, 2015년에는 가우디의 애석한 죽음을 기리며 그의 동료들이 쓴 최초의 가우디 전기가 우리말로 번역되었다.

## 참고 자료
- 안토니 가우디. 《장식》. 이병기 옮김. 아키트윈스. 2014년 8월
- 주셉 프란세스크 라폴스, 프란세스크 폴게라 이 그라시. 《Gaudí 1928》. 이병기 옮김. 아키트윈스. 2015년 8월
- 가우디의 마지막 주택. 밀라주택, 황효철 사진 이병기 글, 아키트윈스, 2018년 07원

## 갤러리
| 학창 시절 작품              | 학창 시절 작품     | 학창 시절 작품                       | 학창 시절 작품                 |
| --------------------------- | ------------------ | ------------------------------------ | ------------------------------ |
|                             |                    |                                      |                                |
| Puerta de cementerio (1875) | Embarcadero (1876) | Fuente para la Plaza Cataluña (1877) | Paraninfo universitario (1877) |

| 자연주의 작품 (1898–1900) | 자연주의 작품 (1898–1900)    | 자연주의 작품 (1898–1900) | 자연주의 작품 (1898–1900)                |
| ------------------------- | ---------------------------- | ------------------------- | ---------------------------------------- |
|                           |                              |                           |                                          |
| 카사 칼베트 Casa Calvet   | 핀카 미라졔스 Finca Miralles | 구엘 공원 Park Güell      | 몬세라트의 로사리오 Rosary of Montserrat |